# Convair F-106 Delta Dart
Конвэр F-106 «Дельта Дарт» (англ. Convair F-106 Delta Dart) — американский одноместный, однодвигательный сверхзвуковой истребитель-перехватчик с треугольным крылом.

## Общие сведения
Первоначально задумывавшийся как модификация истребителя Конвэр F-102B, F-106 был переработан в чистый перехватчик. Задержки, вызванные проблемами в создании двигателей и электронного оборудования для нового самолёта, поставили вопрос о создании временной или промежуточной модели, способной заполнить образовавшуюся брешь. Таким самолётом и стал F-102. В то время, как F-102 стал поступать в ВВС США, последние обновили техническое задание для своего будущего супер-истребителя. Он должен был быть способным перехватывать самолёты противника при любых погодных условиях, на высотах до 21 335 метров, и сохранять скорость до 2М вплоть до высоты 10 670 метров. Помимо того истребитель-перехватчик вошёл в историю как "последний перехватчик холодной войны".
Полёты первых прототипов в период между декабрём 1957 года и февралём 1958 года были разочаровывающими, и ВВС США практически пришло к решению свернуть программу. Но вместо этого было решено вместо 1000 первоначально планировавшихся самолётов заказать 350 машин, чтобы хоть как-то оправдать уже понесённые расходы. Двигатели и авионика были значительно доработаны и это позволило привести F-106 к более или менее приемлемому для ВВС стандарту.
В мае 1958 года серийные F-106 начали поступать на вооружение ВВС США. Первой самолеты получила 498-я эскадрилья, базировавшаяся в Джеинджер, штат Вашингтон. С началом эксплуатации начали вылезать «детские болезни». Главной проблемой при эксплуатации F-106 стала система управления огнем. Она состояла из нескольких подсистем, требовавших постоянного обслуживания, проверок и настроек.

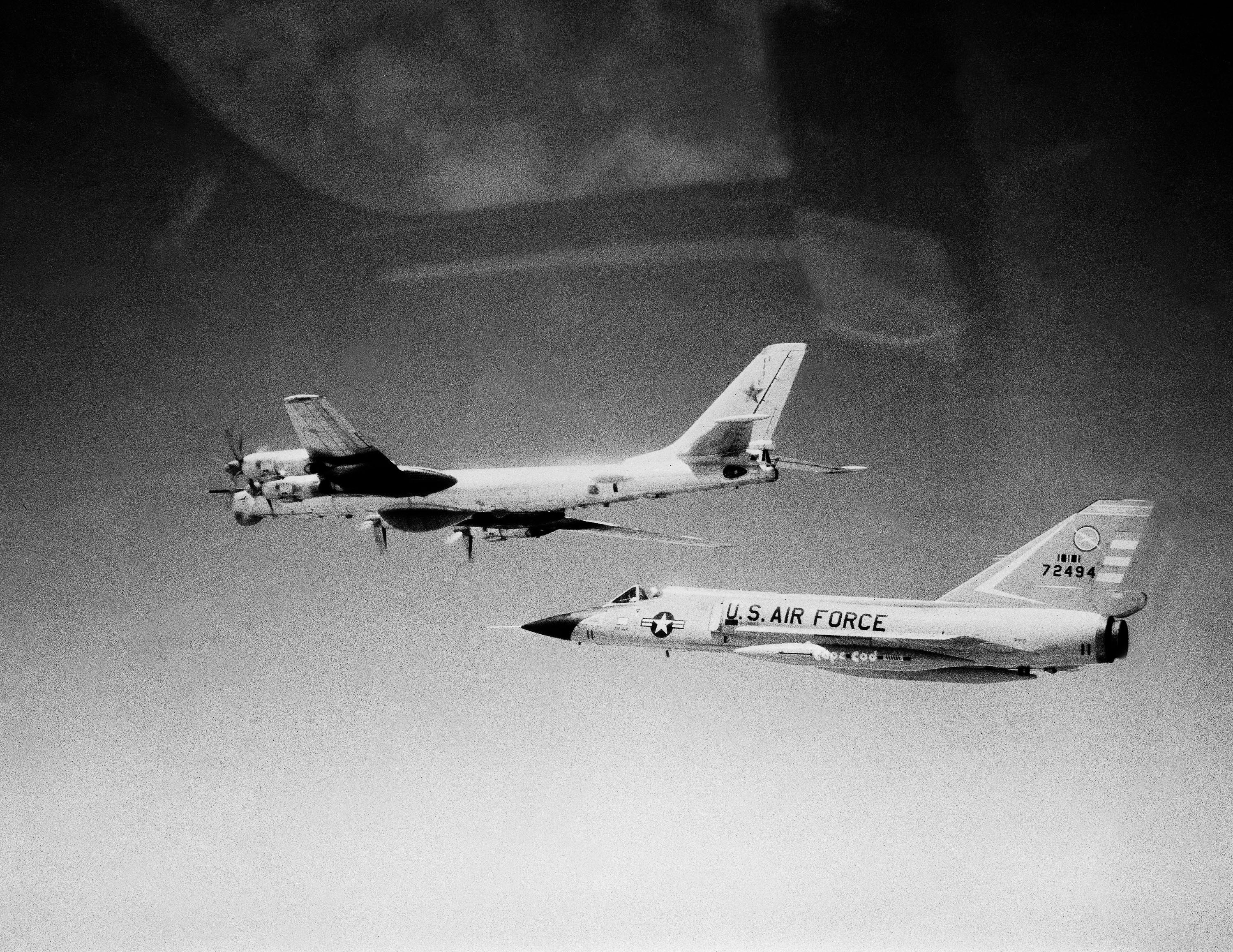
F-106 перехватывает советский бомбардировщик Ту-95 возле Кейп-Код

Первая модификация поступившая на боевое дежурство в октябре 1959 года носила обозначение F-106A. Производство было прекращено уже в декабре 1960 года, однако F-106 оставался на службе более 20 лет, благодаря постоянным программам доработки. Окончательно он был списан из частей Национальной Гвардии США в 1988 году.
Электронная система управления вооружением, установленная на F-106, управляла всем процессом, начиная от захвата цели до пуска ракет, в то время как пилот, по сути дела, лишь наблюдал за системой. Среди вооружения, которым оснащался самолёт, были две ракеты класса «воздух-воздух» с ядерной боевой частью AIR-2 Genie. Они размещались во внутренних контейнерах и компьютер запрашивал пилота о пуске лишь за несколько секунд до запуска ракетных двигателей.
В процессе эксплуатации поток доработок и модификаций не иссяк. Они были последовательно объединены в три программы, реализованные с 1960 по 1964 год. Самолеты получили инфракрасную станцию наблюдения, благо переход на полупроводниковую элементную базу позволял это сделать. Станция имела шарообразный сенсор, который в крейсерском полете убирался в фюзеляж. ИК-станция позволяла искать цель, не включая авиационную РЛС (бортовую). Это увеличивало скрытность боевых действий. Но в самый последний момент, для выполнения прицеливания. РЛС необходимо было включить. Другой внешне заметной доработкой было появление аварийного тормозного гака под фюзеляжем самолета. Эта система позволяла садиться на укороченные полосы или на короткие участки поврежденных в процессе боевых действий ВПП. Еще одной доработкой была установка светозащитной шторки в кабине перехватчика. Она предназначалась для применения ракеты AIR-2 с ядерной БЧ она же - Джинни.
С 1973 года F-106 оснащались многоствольной пушкой M61A1 с вращающимся блоком стволов, что отразило новый взгляд ВВС США о возможности участия истребителей в ближних воздушных боях.
По мнению пилотов, F-106 был простым в управлении и приятным для полётов самолётом. В пик своей популярности самолёты этого типа стояли на вооружении 13 эскадрилий противовоздушной обороны США.

## Тактико-технические характеристики

Три проекции F-106A

Приведённые ниже характеристики соответствуют модификации F-106A:

### Технические характеристики
- Экипаж: 1 человек
- Длина: 21,55 м
- Размах крыла: 11,67 м
- Высота: 6,18 м
- Площадь крыла: 64,8 м²
- Коэффициент удлинения крыла: 2,10
- Профиль крыла: NACA 0004-65 mod
- Масса пустого: 10 800 кг
- Масса снаряжённого: 15 670 кг
- Максимальная взлётная масса: 17 350 кг
- Двигатель: 1 × турбореактивный Pratt & Whitney J75-17
- Тяга: 109 кН
- Коэффициент лобового сопротивления при нулевой подъёмной силе: 0,083
- Эквивалентная площадь сопротивления: 0,54 м²

### Лётные характеристики
- Максимальная скорость: 2455 км/ч (M=2,3)
- Боевой радиус: 926 км (926 km (500 nmi/575 mi) with internal fuel)
- Перегоночная дальность: 4300 км
- Практический потолок: 17 680 м
- Скороподъёмность: 150 м/с
- Нагрузка на крыло: 255 кг/м²
- Тяговооружённость: 0,71
- Аэродинамическое качество самолёта: 12,1
- Время набора высоты: 16 065 м за 6,9 минуты

### Вооружение
- 1 × 20-мм пушка M61 Vulcan
- 4 × ракеты класса «воздух-воздух» AIM-4 Falcon
- 2 × неуправляемые ракеты AIR-2 Genie с ядерной боевой частью (до 1985 г.)

## Мировой рекорд скорости
15 декабря 1959 года майор Джозеф У. Роджерс установил мировой рекорд скорости в 1525,96 миль в час (2455,79 км/ч) на Delta Dart на высоте 40 500 футов (12 300 м). В том же году Чарльз Э. Майерс летал на самолете той же модели со скоростью 1544 миль в час (2484 км/ч).

## Похожие самолёты 1960-х годов
- Су-9
- Су-11
- Су-15
- Як-28П
- Saab 35 Draken
- МиГ-21